# Linaria zargariana
Linaria zargariana är en grobladsväxtart som beskrevs av Ahmed Ahmad Parsa. Linaria zargariana ingår i släktet sporrar, och familjen grobladsväxter. Inga underarter finns listade i Catalogue of Life.